# 朱孔照
朱孔照，字浴曙，號雲台，湖广应山县人，清朝政治人物，進士出身。
順治十二年（1655年）登乙未科進士，历任苏州府同知。